# Сухий округ

Карта обмежень продажу алкоголю в Сполучених Штатах Америки: червоний — сухі округи, де продаж алкоголю заборонений; жовтий — напівсухі округи, де діють деякі обмеження; синій — без обмежень

Сухий округ — округ у Сполучених Штатах Америки, де заборонений продаж будь-яких алкогольних напоїв. В деяких округах введена заборона на продаж на всій території округу, в деяких — заборонено продаж поза закладом. Також в США є так звані сухі міста або селища.

## Передумови

### Історія
У 1906 році у більшості округів США діяла заборона на продаж спиртних напоїв. У 1933 році двадцять перша поправка до Конституції США скасувала заборону на алкоголь в Сполучених Штатах. Після набуття чинності цієї поправки деякі штати прийняли місцеві закони, які надають округам право самостійно вирішувати, чи дозволяти алкогольні напої в межах їхньої юрисдикції. Обґрунтування збереження заборони на місцевому рівні часто носить релігійний характер, оскільки багато євангелістських, протестантських, християнських конфесій перешкоджають вживанню алкоголю їх послідовниками. У штаті Юта, переважно населеному мормонами, хоч і допускається створення сухих округів, але місцеві закони покликані обмежити споживання алкоголю. У сільській місцевості Аляски обмеження на продаж алкоголю діють в зв'язку з поширенням такої проблеми як алкоголізм серед місцевого населення.  

### Торгівля
Після прийняття двадцять першої поправки, передбачалося що штати регулюватимуть торгівлю спиртними напоями на своїй території. Проте заборона одного штату на торгівлю алкоголем не може перешкоджати торгівлі між іншими штатами, які це дозволяють.

## Поширеність
Дослідження Національної асоціації контролю за алкогольними напоями (англ. National Alcohol Beverage Control Association, NABCA) у 2004 році показало, що  більше 500 муніципалітетів у Сполучених Штатах є сухими, у тому числі 83 на Алясці. З 75 округів Арканзасу 34 є сухими. 36 з 82 округів Міссісіпі були сухими або частково сухими. У Флориді 3 з 67 округів є сухими. Округ Мур, штат Теннессі, рідний округ виробника віскі Jack Daniel's є сухим округом, тому продукт недоступний у магазинах чи ресторанах округу. Однак на винокурні можна придбати пам'ятні пляшки віскі.

## Подорожі для покупки алкоголю
Дослідження, проведене в Кентуккі, показало, що мешканцям сухих округів доводиться їздити в інші округи, щоб купити алкоголь, тим самим збільшуючи ризик водіння транспорту в нетверезому стані. Дані Національної Адміністрації Безпеки Дорожнього Руху (англ. National Highway Traffic Safety Administration, NHTSA) показали, що у Техасі смертність внаслідок нещасних випадків пов'язаних з алкоголем у сухих округах склала 6,8 смертей на 10000 осіб (смертність в округах, де був вільний продаж алкоголю становила 1,9 смертей на 10000 осіб).

## Податкові надходження
Інша проблема, з якою може зіткнутися сухий округ чи місто — це втрата податкових надходжень, оскільки люди, які вживають алкоголь, готові поїхати до іншого міста, округу чи штату, щоб придбати випивку. Округи в Техасі зіткнулися з цією проблемою, через що в деяких із них жителі проголосували за відміну обмежень, з метою пожвавлення комерційної діяльності. Хоча ідея збільшення доходу, і, можливо, створення нових робочих місць може бути привабливою з економічного погляду, протидія з боку релігійних організацій залишається впливовою.

## Злочинність
Проведене дослідження показало, що перехід від заборони алкоголю до легалізації призводить до зростання злочинності. Наприклад, збільшення алкогольних закладів на 10 % призводить до зростання злочинів на 3-5 %.

## У популярній культурі
У фільмі 1941 року «Сержант Йорк» в одній із сцен зображено бар, який знаходиться на кордоні штату. На території Теннессі діє заборона на продаж алкоголю, тому головному герою доводиться перейти кордон, щоб замовити напій.
В серіалі «Сімпсони» Спрінгфілд стає сухим містом після невдалого параду на День Святого Патріка, а Гомер стає бутлегером.

## Примітка
1. 1 2  Control States : NABCA. web.archive.org. 27 жовтня 2017. Архів оригіналу за 27 жовтня 2017. Процитовано 12 червня 2022.
2. ↑  Fernandez, Jose; Gohmann, Stephan; Pinkston, Joshua C. (2018-04). Breaking Bad in Bourbon Country: Does Alcohol Prohibition Encourage Methamphetamine Production?: Breaking Bad in Bourbon Country. Southern Economic Journal (англ.). Т. 84, № 4. с. 1001—1023. doi:10.1002/soej.12262. Процитовано 12 червня 2022.
3. ↑  Utah Dept of Alcoholic Beverage Control. web.archive.org. 30 січня 2017. Архів оригіналу за 30 січня 2017. Процитовано 12 червня 2022. [Архівовано 2017-01-30 у Wayback Machine.]
4. ↑  June 29, Elise Patkotak Updated:; April 1, 2016 Published:; 2015. Wet, damp or dry, Alaska communities suffer scourge of alcohol abuse. Anchorage Daily News (англ.). Процитовано 12 червня 2022.{{cite web}}:  Обслуговування CS1: Сторінки з посиланнями на джерела із зайвою пунктуацією (посилання)
5. ↑  Granholm v. Heald, 544 U.S. 460 (2005). Justia Law (англ.). Процитовано 12 червня 2022.
6. ↑  2021 Unofficial Local Option Election Status | Department of Finance and Administration. www.dfa.arkansas.gov. Процитовано 12 червня 2022.
7. ↑  Mississippi Department of Revenue - Alcoholic Beverage Control Wet/Dry Map. web.archive.org. 25 червня 2014. Архів оригіналу за 25 червня 2014. Процитовано 12 червня 2022. [Архівовано 2014-06-25 у Wayback Machine.]
8. ↑  Should Suwannee County remain dry. Архів оригіналу за 26 березня 2012. Процитовано 12 червня 2022. [Архівовано 2012-03-26 у Wayback Machine.]
9. ↑  Jack Daniel's Secret: The History of the World's Most Famous Whiskey - Jim Stengel - Business - The Atlantic. web.archive.org. 17 березня 2012. Архів оригіналу за 17 березня 2012. Процитовано 12 червня 2022.
10. ↑  Lynchburg, Moore County High School Raiders, Tennessee, Christmas, Tims Ford State Park, Lake, Motlow Bucks, Jack Daniels. web.archive.org. 25 квітня 2016. Архів оригіналу за 25 квітня 2016. Процитовано 12 червня 2022. [Архівовано 2016-04-25 у Wayback Machine.]
11. ↑  Social and Economic Consequences of Rural Alcohol Use (PDF).
12. ↑  Dry America's not-so-sober reality: It's shrinking fast - USATODAY.com. usatoday30.usatoday.com. Процитовано 12 червня 2022.
13. 1 2  Anderson, D. Mark; Crost, Benjamin; Rees, Daniel I. (2014). Wet Laws, Drinking Establishments, and Violent Crime. IZA Discussion Paper (англ.). № 8718. с. 1. Процитовано 12 червня 2022.